# XyMTeX
XϒMTeX, ΧyMTeΧ en texto plano, es un paquete de macros para TeX escrito originalmente por Shinsaku Fujita (藤田眞作 (ふじたしんさく?)) que permite representar con gran calidad fórmulas químicas esqueletales mediante el sistema tipográfico de TeX.

## Ejemplo
El siguiente código produce la imagen para la corticosterona: 

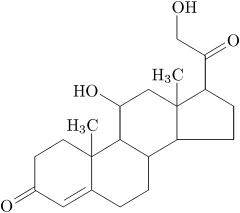
Corticosterona representada por XyMTeX

```
\begin
{
picture
}
(1000,500)
   
\put
(0,0)
{
\steroid
[d]
{
3D==O;
{{
10
}}
==
\lmoiety
{
H
$
_{
3
}
$
C
}
;
{{
13
}}
==
\lmoiety
{
H
$
_{
3
}
$
C
}
;
{{
11
}}
==HO
}}

   
\put
(684,606)
{
\sixunitv
{}{
2D==O;1==OH
}{
cdef
}}

\end
{
picture
}

```